# Вагабунда
Вагабунда (Dendrocitta) — рід горобцеподібних птахів родини воронових (Corvidae). Представники цього роду мешкають в Південній та Південно-Східній Азії. Вагабунди живуть в лісах або в напіввідкритих ландшафтах і проводять більшу частину дня на гілках дерев, де харчуються плодами і квітками. Також вони їдять невеликих хребетних, комах і падло.

## Опис
Вагабунди — це птахи середнього розміру з доволі довгими хвостами. Вони мають короткі, сильні і вигнуті дзьоби і відносно короткі тонкі лапи. Найменшим представником роду є вагабунда андаманська (Dendrocitta bayleyii), довжина тіла якої становить 32 см, а вага 90-130 г. Найбільшим представником роду є вагабунда світлокрила (Dendrocitta vagabunda), довжина тіла якої становить 46-50 см, а вага 90-130 г.
Забарвлення птахів роду Вагабунда зазвичай чорне, сіре і рудувате. Часто голова і махові пера птаха є чорними, а спина рудою.

## Таксономія і систематика
Рід був описаний британським орнітологом Джоном Гульдом в 1833 році, в журналі «Proceedings of the Zoological Society of London». Гульд розділив вагабунд і сорок (Pica), до яких тоді відносили вагабунд. Він обгрунтував це слабкими ногами вагабунд у порівнянні з сороками. В той же час від розділив вагабунд і близькоспоріднених лісових вагабунд (Crypsirina), вказавши на відмінну морфологію дзьоба. Джон Гульд визначив білочереву вагабунду як типовий вид роду.
Вагабунди є частиною клади воронових, до якої також входять альпійські галки (Pyrrhocorax), лісові вагабунди (Crypsirina), чорні сороки (Platysmurus) і колючохвості сороки (Temnurus). Представники цих п'яти родів мешкають в Південній і Південно-Східній Азії, а альпійські галки ще й в інших частинах Палеарктики.

### Види
Виділяють сім видів роду вагабунда:
- Вагабунда сіровола (Dendrocitta formosae)
- Вагабунда світлокрила (Dendrocitta vagabunda)
- Вагабунда маскова (Dendrocitta frontalis)
- Вагабунда бронзова (Dendrocitta occipitalis)
- Вагабунда борнейська (Dendrocitta cinerascens)
- Вагабунда білочерева (Dendrocitta leucogastra)
- Вагабунда андаманська (Dendrocitta bayleyii)

## Етимологія
Наукова назва роду Dendrocitta походить від сполучення слів дав.-гр. δένδρον — дерево і  κιττα — сорока.